# コトー郡

コトー郡
Koto

コトー郡（コトーぐん、ハイチ語: Koto、フランス語: Côteaux）はハイチ南西部、南県南西部の郡。北東にオカイ郡、南東にポーサリー郡、北西にシャドニエ郡と接し、南西はカリブ海に臨む。東からウォシャバトー、コトー、ポータピマンの3つのコミーンが置かれている。郵便番号は84から始まる。

## 脚註
1. 1 2  “Haiti: administrative units, extended”.   GeoHive.com. 2016年10月5日時点のオリジナルよりアーカイブ。2021年8月10日閲覧。
2. ↑  “POPULATION TOTALE, POPULATION DE 18 ANS ET PLUS MÉNAGES ET DENSITÉS ESTIMÉS EN 2015” (pdf).   Institut Haïtien de Statistique et d’Informatique (IHSI). pp. 16 - 17 (2015年3月). 2021年8月10日閲覧。